# Армяно-парфянская война (88—86 до н. э.)
Армяно-парфянская война, также известная как Парфянский поход Тиграна (88—86 гг. до н. э.) — серия войн и походов арташесского царя Великой Армении Тиграна II Великого против Парфянского царства и подчинённых ему царств: Кордуены, Атрапатены, Осроены и Адиабены.

## Предыстория

### Первая армяно-парфянская война
Могущество Парфии стремительно росло во времена правления преемников великого армянского правителя Арташеса I. В 123 году до н. э., после кровопролитных сражений, на трон этой страны сел Митридат II Аршакуни. Во время его правления Парфия достигла пика своего могущества. Царь Митридат успешно противостоял Сакским племенам, пытавшимся проникнуть на территорию его державы с востока. Затем он потерпел сокрушительное поражение от Селевкидов в Сирии.
Римский историк Марк Юниан Юстин сообщает, что парфяне, завоевав соседние с Арменией государства, начали войну против самой Армении:
Артавану наследовал его сын Митридат, которого за его дела называли «Великим». Он с большим мужеством вёл многие войны с соседями и присоединял к парфянскому царству множество народов. Также и с скифами он несколько раз успешно воевал и отомстил за оскорбления своих предшественников. В конце концов, он сражался с царем Армена Артаваздом.
Артавазд I воссел на престоле Великой Армении, сменив своего отца — основателя Царства Арташесидов. При нём, в 120 году до н. э., на южные территории Армении вторглась армия парфянского царя Митридата II Аршакуни. Потерпевший поражение Артавазд был вынужден отдать парфянам в заложники своего 20-25-летнего племянника — Тиграна. Взяв Тиграна в заложники, царь Митридат, прежде всего, пытался обезопасить себя от возможного вторжения Великой Армении во время римско-парфянского соперничества, а также сделать наследника престола соседней страны государственным деятелем восточной ориентации.
Мовсес Хоренаци отмечает, что кратковременная война парфян, в свою очередь, ухудшила авторитет этой страны в глазах Артавазда — «слабоумного армянского царя» (по определению историка). Согласно историографическим свидетельствам, именно в этот период парфяне завоевывают страны Месопотамии и Атропатены. Более того, как известно, во время Первой армяно-парфянской войны царь парфян Митридат II получал военную помощь и от своего вассала-покорного царя Атропатены.
Следующее армяно-парфянское военное столкновение происходит уже при царе Тиран, который был младшим братом Артавазда I Арташесяна — отцом заложника  Тиграна. После смерти брата, в 115 году до н. э., Тиран наследует корону Армении. Страбон отмечает, что Тигран оказывает мощное сопротивление парфянским войскам и выталкивает их за пределы страны:
Парфяне овладели странами вавилонян, но не Арменией. Хотя нападения происходили часто, страна не была побеждена силой.

## Возвышение Великой Армении
Тигран остаётся в почётном заложнике до 95 года до н. э. После смерти его отца престол Великой Армении остается вакантным, и Совет старейшин принимает решение провозгласить Тиграна царём по праву макрарюна Арташесяна. В обмен на освобождение Тиграна из-под заложников Парфия получает территорию под названием «семьдесят долин» на армяно-парфянской границе-на юго-востоке армянской державы — Каспк-Пайтакаран, Перспатуни и персидские армяне, которые Арташес благочестивый ранее присоединил к Армении. Вместе с Тиграном в заложниках находился и будущий Спарапет тигранянского мирянства Багарат, который в 95 году до н. э. надел на голову Тиграна армянскую королевскую корону.
В 45-летнем возрасте Тигран II, восседая на престоле Великой Армении, наследует развитое государство и боеспособную армию, посредством которой и реализует свои амбициозные программы. На втором году своего правления, в 94 году до н. э., Тигран Великий отрекается от престола царю Артанеса Ервандуни, правившего в независимом царстве Цопка, и соединяет мир Цопат.

## Битва за «семьдесят долин»
Тиграну выпала переменчивая удача, поскольку он сначала был заложником у парфян, затем парфяне, получив в аренду семьдесят долин из Армении, вернули ему трон. Укрепившись, он взял эти места и завоевал их землю вокруг Ниневии и Арбелы.

Страбон, греческий летописец I века
Армяно-парфянские отношения вновь обостряются в 94 году до н. э. Причиной стал спор о принадлежности территории под названием «семьдесят долин». Эти владения, расположенные на юго-востоке Великой Армении, были переданы Парфии в 95 году до н. э. в качестве выкупа еще тогда князя Тиграна из заложников. Повышение уровня боеготовности армии Тиграна Великого позволяло ей предъявлять подобные требования к Парфии, вплоть до эскалации ситуации. Из дошедших до нас историографических свидетельств становится ясно, что парфяне отказываются возвращать эти территории — Каспий, персидские армяне и персы, в результате чего Тигран вводит войска на эти территории. Страбон отмечает, что «он  в Израиле взял эти места, укрепившись», что означает, что парфянская сторона не смогла противостоять нападению царства Великой Армении. На первом этапе военных столкновений 94-92 гг. до н. э. армия Тиграна Великого возвращает «семьдесят долин», затем, развивая стратегические успехи, продвигается по Месопотамской долине, осаждая сначала некогда столицу Ассирии Ниневию, а затем столицу Адиабены Арбелу. Таким образом, в армяно-парфянской войне 94-92 гг. до н. э. войска Митридата II терпят поражение, что вынуждает царя от царя пойти в военно-политический союз со своим заклятым врагом-республиканским Римом.

### Союз Рима и Парфии против армяно-Понтийского союза
Дальнейшее продвижение союзников в зонах регионального влияния (например, завоевание римского подданного Каппадокии или свержение Парфянского монарха Вирка) заставляет некогда заклятых противников-Римскую республику и парфян-прийти к одному и тому же знаменателю. Причина в том, что армяно-понтийский Союз уже рассматривался как серьезная угроза геополитическим интересам и интересам безопасности двух сверхдержав, поэтому это был первый случай, когда интересы двух держав совпадали.
Римско-парфянские переговоры начинаются в окрестностях Евфрата в 92 году до н. э. В том же году Киликийский Римский проретор Луций Корнелий Сулла встретился с посланным парфянским царем Митридатом II послом Оробазом. Это, само по себе, был первый известный историографии эпизод, когда Рим и Парфия выходили на прямые переговоры. Плутарх раскрывает подробности этих антиармянских переговоров. По словам историка, во время встречи Сулла сидел между парфянским послом и царем Каппадокии Ариобарзаном I. Центр считался почетной резиденцией, и для Парфии этот шаг Суллы был унизительным, и в этом причина того, что по возвращении с переговоров парфянский посол был казнен по приговору царя Митридата. Основанием для безжалостного решения стало пренебрежение авторитетом Парфянского царства. В обвинении говорилось, что оробаз бездействием позволил римскому делегату высокомерно беспрепятственно владеть собственной страной. В дальнейшем за подобное поведение Суллу обвиняют и в римском сенате.
Согласно достигнутому соглашению, границей зон влияния двух мировых держав должна была стать река Евфрат.

### Парфянские темные века
Несмотря на заключение соглашения между сторонами, м.в 93 г. до н. э. (или 92 г. до н. э.) Парфия начинает войну в Сирии против вождя племени, самопровозглашенной царицы Каодики и ее селевкийского союзника Антиоха X Иосифа Филопатора. Римско-парфянские отношения вновь обостряются, когда Деметрий III, один из последних Селевкийских монархов, пытается осадить Берию (современный город Алеппо), Парфия направляет военную помощь местным жителям, в результате чего Деметрий терпит поражение.
Последние годы правления Митридата и последующий период известны историографии под названием «парфянские темные века», который заканчивается в 57 году до н. э. приходом к власти Орода II.
На фоне внутриполитических разногласий, возникших в стране после смерти Митридата II, в 91 году до н. э. Годерц Аршакуни был коронован в Вавилоне как царь парфян.